# Sorin Paliga
Viorel-Sorin Paliga (n. 21 iunie 1956, Braniștea, județul Dâmbovița) este un lingvist, profesor universitar, scriitor, membru al Uniunii Scriitorilor (filiala București) și politician român, fost primar al Sectorului 3 al Bucureștiului în perioada iunie 1996- iunie 2000 din partea PNL.
A studiat limba cehă și limba engleză la Facultatea de Limbi și Literaturi Străine de la Universitatea București. A luat doctoratul în 1998 cu lucrarea Influențe romane și preromane în limbile slave de sud.

## Vezi și
- Lista primarilor sectoarelor bucureștene după 1989